# Filipe III de França
Filipe III (Poissy, 30 de abril de 1245 – Perpinhã, 5 de outubro de 1285), também conhecido como Filipe, o Ousado, foi o Rei da França de 1270 até sua morte. Era filho do rei São Luís IX e da rainha Margarida da Provença.
Durante seu reinado Filipe fez várias aquisições territoriais, principalmente o Condado de Tolosa anexado em 1271. Após as Vésperas Sicilianas iniciadas pelo rei Pedro III de Aragão contra Carlos I da Sicília, liderou uma cruzada malsucedida para ajudar Carlos. Ele foi forçado a recuar e acabou morrendo em 1285, sendo sucedido por seu filho Filipe IV.

## Subida ao trono
Não sendo o primogénito do rei São Luís de França, o príncipe Filipe não fora destinado a reinar, e só com a morte do seu irmão Luís em 1260 se tornou herdeiro do trono. Nesse momento já com quinze anos de idade, demonstrava menores aptidões do que o seu irmão, devido ao seu carácter doce, submisso, tímido e versátil, quase esmagado pelas fortes personalidades dos seus pais.
A sua mãe Margarida da Provença fez-lhe prometer que ficaria sob a sua tutela até os trinta anos, mas o seu pai solicitou a quebra deste juramento ao papa, preferindo beneficiar o seu filho com uma melhor educação. Assim, a partir de 1268 nomeou Pierre de la Broce como seu mentor. São Luís encarregou-se também de lhe ministrar os seus próprios conselhos, redigindo os seus Ensinamentos, para lhe incutir em primeiro lugar a noção de justiça como primeiro dever do rei. Recebeu também uma educação muito religiosa, com Guilherme d'Ercuis como seu capelão, e que depois seria o preceptor do seu filho Filipe o Belo.

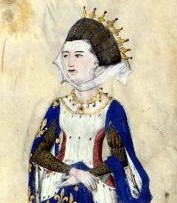
Margarida da Provença

Recentemente casado com Isabel de Aragão e pai de uma criança, o futuro Filipe IV de França, Filipe III acompanhou o seu pai na Oitava Cruzada a Túnis, em 1270. Depois da tomada de Cartago, o exército sofreu uma epidemia de disenteria que não poupou a família real. João Tristão, outro filho de São Luís, foi o primeiro a falecer, e a 25 de Agosto morria o rei.
Filipe foi assim proclamado rei com o nome de Filipe III em Túnis. De personalidade fraca, muito pio mas bom cavaleiro, deveu o seu cognome de o Bravo mais ao seu valor em combate do que à força de carácter, primeiro dominado pelos pais, depois por Pierre de la Broce e por fim pelo seu tio Carlos de Anjou. Revelou-se incapaz de comandar o exército, afectado pela morte do pai, e acabou por decidir deixar o teu tio Carlos de Anjou a negociar uma trégua de dez anos com os mouros que lhe permitiu voltar à França.
Outras mortes se seguiriam. Em Dezembro, em Trápani, o seu cunhado Teobaldo II de Champagne, rei de Navarra; no mês seguinte na Calábria, Isabel de Aragão ainda grávida do seu quinto filho; em Hyères, a sua irmã Isabel, esposa de Teobaldo; e em 21 de Agosto do ano seguinte ainda morreria o seu tio Afonso III de Poitiers.
Quando voltou a Paris a 21 de Maio de 1271, começou por prestar homenagem às vítimas, que também foram numerosas entre os soldados. Só depois foi sagrado rei de França a 12 de Agosto, na catedral de Reims.

## Reinado
A subida de Filipe III ao trono foi acompanhada de perturbações no panorama político: a morte do rei Henrique III da Inglaterra e o fim de uma longa disputa pelo trono do Sacro Império Romano-Germânico. Por outro lado, as ambições da Europa já não passavam pela cruzadas. Assim, enquanto estes foram os principais problemas do reinado do seu pai, o seu reinado seria principalmente marcado por conflitos territoriais, contestações de heranças e guerras de vassalagem, fenómenos que se acentuariam ainda mais no reinado do seu filho.
Filipe III conservou a maioria dos oficiais e conselheiros do seu pai, tal como Pierre de la Broce como camareiro (até à sua condenação à morte por enforcamento em 1278) e Eustache de Beaumarchais senescal de Poitou, Toulouse e Auvérnia.

### Política interna
Por heranças, anexações, compras, uniões e guerras, Filipe III não parou de tentar aumentar os domínios da coroa e de afirmar a sua autoridade. Em 1271-1272 realizou a sua primeira transacção territorial ao incorporar a herança do seu tio Afonso III de Poitiers aos domínios reais: o condado de Toulouse, Poitou e parte da Auvérnia. No entanto foi forçado a ceder Agen, Saintonge e Ponthieu ao rei Eduardo I da Inglaterra pelo tratado de Amiens de 1279. Também herdou os condados de Perche e de Alençon do seu irmão Pedro, falecido em 1283.
Teve a ocasião de fazer os primeiros feitos de armas do seu reinado em 1272, quando convocou a hoste real contra os condes de Foix e de Armagnac que contestaram o seu poder. O segundo rendeu-se e o primeiro foi derrotado e aprisionado, tendo no entanto as suas terras restituídas em 1277. Filipe também comprou os condados de Nemours em 1274 e de Chartres em 1284, e adquiriu várias cidades, como Harfleur e Montmorillon. Retirou a autoridade do rei Jaime II de Maiorca sobre Montpellier mas cedeu o condado de Venaissin ao papa Gregório X em 1274.

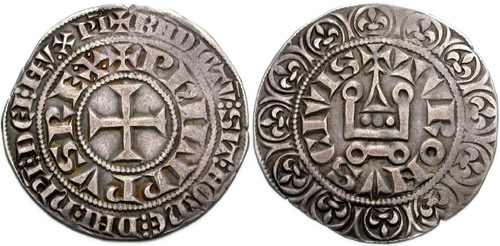
Moeda de prata de Tours, Gros tournois, de Filipe III de França

Por fim levou a cabo uma política matrimonial eficaz:
- Instigando o casamento da sua prima Matilde de Artois com Otão IV, conde da Borgonha, preparou a aproximação desta região, pertencente ao Sacro Império Romano-Germânico, ao reino da França.
- Interveio em Navarra após a morte de Henrique I. Este deixara uma única filha e herdeira, Joana, sob a tutela da sua viúva Branca de Artois e de Fernando de La Cerda. Branca prometeu Joana em casamento a Filipe o Belo, filho de Filipe III. Os territórios de Champagne e Navarra passaram a ser administrados pela França pelo tratado de Orleães de 1275 e o matrimónio ocorreu em 1284. Champagne seria definitivamente anexado aos domínios reais em 1314.

Do ponto de vista das instituições, Filipe III introduziu várias novidades:
- Definiu a maioridade dos reis da França aos 14 anos.
- Afirmou a justiça real, em detrimento das justiças senhoriais, instituindo um tribunal real em cada uma das áreas de influência dos bailios e dos senescais, seus oficiais.
- Instituiu multas aos nobres que não comparecessem à convocação para a hoste real.
- Criou um imposto sobre as transmissões de feudos.
- Institucionalizou a segregação dos judeus.

### Política externa

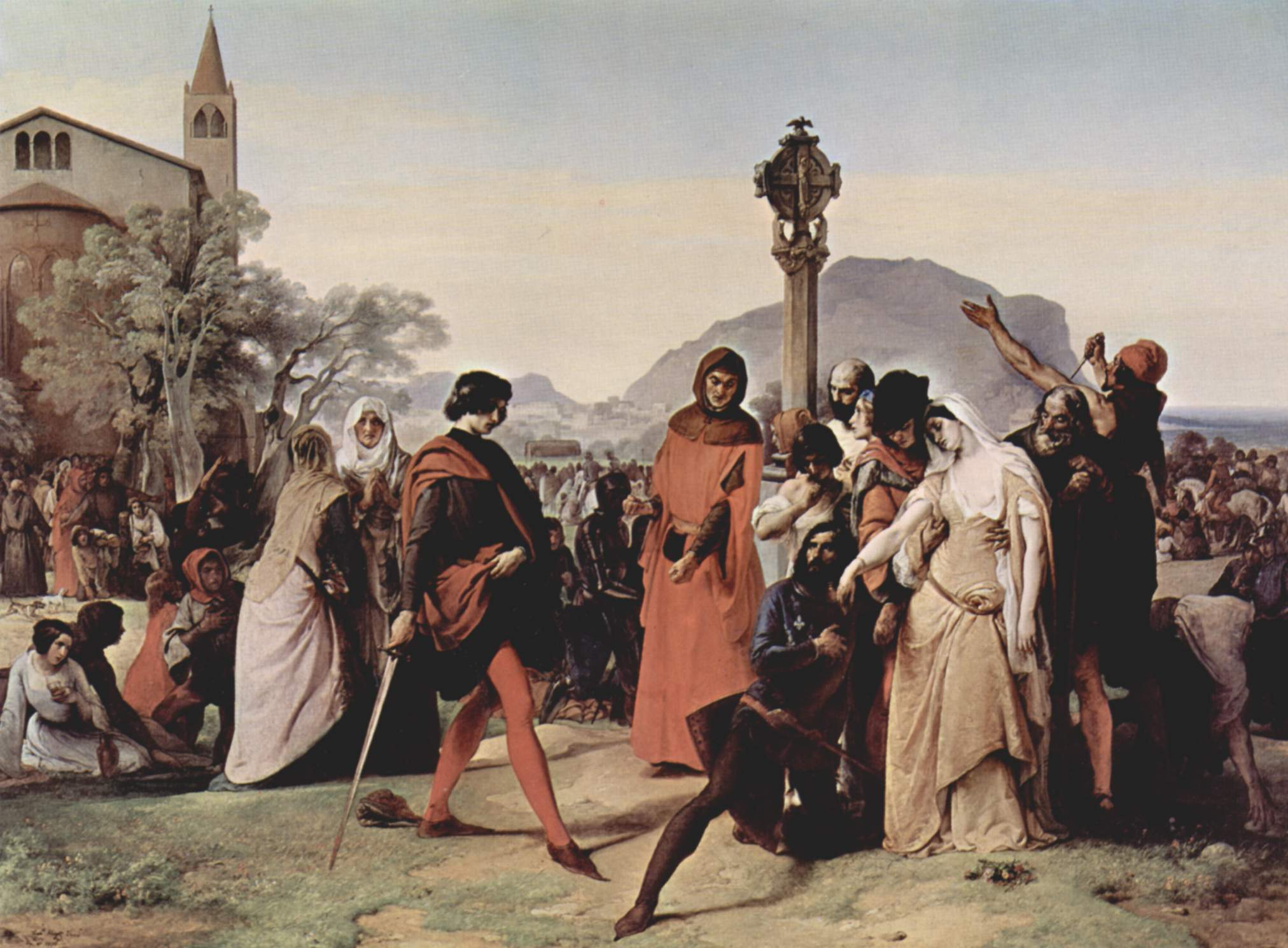
Vésperas Sicilianas, pintura de Francesco Hayez, 1846

Em Castela, após a morte em 1275 do seu cunhado e herdeiro deste reino, Fernando de La Cerda, Filipe III tomou sem sucesso o partido dos filhos deste, designados sucessores por Afonso X de Castela, no seu conflito contra Sancho IV de Leão e Castela.
Na Itália apoiou o papa Martinho IV contra os gibelinos, conduzindo uma expedição punitiva à Romanha. Também apoiou a política siciliana do seu tio Carlos de Anjou após os massacres das Vésperas sicilianas a 30 de Março de 1282, que resultaram no assassinato e na expulsão dos franceses da ilha.
Os sicilianos tinham enviado uma embaixada a Pedro III de Aragão, oferecendo-lhe a coroa desse reino, a que tinha direito graças ao seu matrimónio com Constança de Hohenstaufen. Este dirigiu-se então à Sicília, desembarcando em Trapani a 30 de Agosto do mesmo ano e sendo coroado rei na cidade de Palermo a 4 de Setembro.
Pedro III enviou imediatamente uma embaixada a Carlos de Anjou, que se encontrava em Messina, intimando-o a reconhecê-lo como rei da Sicília e a abandonar a ilha. A derrota da frota angevina em Nicoreta, às mãos do almirante Rogério de Lauria, obrigou Carlos a deixar Messina e refugiar-se no seu agora "reino de Nápoles".
O papa Martinho IV respondeu à coroação siciliana de Pedro III, considerado o instigador das acções deste territórios contra os franceses, com a sua excomunhão a 9 de Novembro de 1282 e a sua deposição como rei de Aragão a 21 de Dezembro de 1283. Ofereceu a sua coroa a Carlos de Valois, o segundo filho de Filipe III, que foi investido a 27 de Fevereiro de 1284, e declarou uma cruzada contra Aragão.
Em 1285, depois da morte de Carlos de Anjou, o Bravo liderou a fracassada cruzada aragonesa contra a Catalunha, que foi chamada de "talvez a mais injusta, desnecessária e calamitosa empresa jamais tomada pela monarquia capetiana" . O exército francês, que incluía 16 000 cavaleiros, 17 000 besteiros e uma infantaria de 100 000 homens, para além de 100 navios, entrou em Rossilhão.
Apesar do apoio de Jaime II de Maiorca à cruzada, a população local levantou-se contra os invasores. A cidade de Elne foi valentemente defendida pelo chamado bastardo de Rossilhão, o filho ilegítimo de Nuno Sanches, anterior conde deste território. Eventualmente os locais foram derrotados, a catedral foi queimada e as forças francesas seguiram em frente.
Os franceses então cercaram (a 26 de Junho) e tomaram (a 7 de Setembro) a cidade de Girona, após forte resistência, e Carlos de Valois foi coroado. Mas tiveram que retirar-se imediatamente, em consequência do regresso da frota aragonesa da Sicília, mais uma vez ao comando de Rogério de Lauria, que infligira uma derrota total à esquadra francesa a 4 de Setembro. Ao mesmo tempo que faziam uma retirada desastrosa, foram atacados por uma epidemia de disenteria que não poupou o próprio rei Filipe III de França.
O seu filho Filipe o Belo tentou negociar a passagem da sua família real através dos Pirenéus mas recebeu uma recusa, e depois sofreu uma pesada derrota na batalha travada a 30 de Setembro e 1 de Outubro, na qual Pedro massacrou o exército francês mas poupou a família real. No entanto, o rei de França morreria em Perpignan a 5 de Outubro, sendo sepultado em Narbona e posteriormente transladado para a basílica de Saint-Denis.
Em A Divina Comédia, Dante vê o espírito de Filipe III fora dos portões do purgatório, acompanhado de outros governantes europeus do seu tempo. O autor não nomeia o monarca francês diretamente, mas refere-se a ele como "o de pequeno nariz" e "o pai da Peste da França" (referindo-se à suposta maldição lançada pelo grão-mestre templário Jacques de Molay a Filipe IV de França).

## Casamentos e descendência

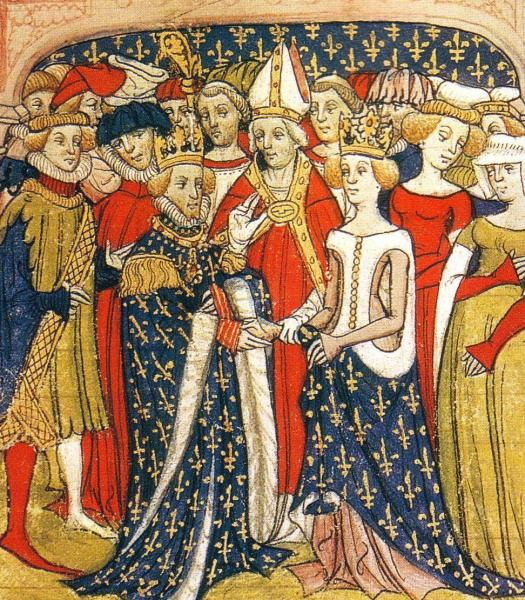
Casamento de Filipe III de França com Maria de Brabante, miniatura nas Chroniques de France ou de Saint Denis, final do século XIV, British Library, Londres

Filipe casou-se pela primeira vez a 28 de maio de 1262, em Clermont-Ferrand, com Isabel de Aragão, filha de Jaime I de Aragão e Iolanda da Hungria. Ao acompanhar o então príncipe herdeiro à Oitava Cruzada, esta sofreu uma queda de cavalo na Calábria, no caminho de volta à França, grávida do seu quinto filho, vindo a falecer pouco depois. Deste casamento nasceram:
- Luís (1264–1276)
- Filipe IV de França (1268 – 29 de novembro de 1314)
- Roberto (1269-1276)
- Carlos, Conde de Valois (12 de março de 1270 – 16 de dezembro de 1325)

A 21 de Agosto de 1274, em Vincennes, Filipe casou-se em segundas núpcias com Maria de Brabante, filha de Henrique III de Brabante e Adelaide da Borgonha. Desta união nasceram:
- Luís, Conde d'Évreux (Maio de 1276 – 19 de Maio de 1319)
- Branca de França (1278 – 19 de Março de 1305), casada em 1300 com o rei Rudolfo de Habsburgo, rei da Boémia e duque da Áustria
- Margarida de França (1282 – 14 de Fevereiro de 1317), casada em 1299 com o rei Eduardo I de Inglaterra